# Малуње
Малуње је насељено место у саставу града Јастребарског у Загребачкој жупанији, Хрватска. До територијалне реорганизације у Хрватској налазило се у саставу бивше велике општине Јастребарско.

## Становништво
На попису становништва 2011. године, Малуње је имало 211 становника.

## Попис1991.
На попису становништва 1991. године, насељено место Малуње је имало 292 становника, следећег националног састава:
| Попис 1991.‍ | Попис 1991.‍ | Попис 1991.‍ | Попис 1991.‍ | Попис 1991.‍ |
| ----------- | ----------- | ----------- | ----------- | ----------- |
|             |             |             |             |             |
| Хрвати      | Хрвати      |             | 286         | 97,94%      |
| Југословени | Југословени |             | 3           | 1,02%       |
| Срби        | Срби        |             | 2           | 0,68%       |
| Словаци     | Словаци     |             | 1           | 0,34%       |
| укупно: 292 |             |             |             |             |